# Río Agursu
El río Agursu (en ruso: Агурсу) es un río del Gran Cáucaso en el distrito de Karacháyevsk de la república de Karacháyevo-Cherkesia del sur de Rusia. Es un afluente del Teberdá, que desemboca en el río Kubán.

## Curso
El río nace en la vertiente oriental del monte Agur (2300 m), 5 km al oeste de Teberdá, en los montes que separan el valle del Teberdá del valle del Kishket. Su curso de 4 km discurre ladera abajo hasta llegar a la orilla izquierda del Teberdá, en Vérjniaya Teberdá, tras cruzar por debajo de la carretera militar de Sujumi.